# Ōgaki
Ōgaki (大垣市 Ōgaki-shi?) es una ciudad ubicada en Gifu, Japón. A 31  de octubre de  2018, la ciudad tenía una población estimada de 161.539 y una densidad de población de 380 personas por km 2 en 65.931 hogares. El área total de la ciudad era 206,57 kilómetros cuadrados (79,8 mi²). Ōgaki fue el destino final para el poeta haiku Matsuo Bashō en uno de sus largos viajes, tal como lo relata en su libro Oku no Hosomichi. Cada noviembre, la ciudad celebra un festival Bashō.

## Demografía
Según los datos del censo japonés, la población de Ōgaki ha aumentado gradualmente en los últimos 40 años. 
| Año del censo | Población |
| ------------- | --------- |
| 1970          | 147,764   |
| 1980          | 156,215   |
| 1990          | 160,483   |
| 2000          | 161,827   |
| 2010          | 161,160   |

## Clima
La ciudad tiene un clima caracterizado por veranos cálidos y húmedos e inviernos suaves (clasificación climática de Köppen Cfa). La temperatura media anual en Ōgaki es de 14.8   ° C. La precipitación media anual es de 1871   mm con septiembre como el mes más lluvioso. Las temperaturas son más altas en promedio en agosto, alrededor de 27,2   ° C, y el más bajo en enero, alrededor de 3.7   ° C. 
| Parámetros climáticos promedio de Ōgaki | Parámetros climáticos promedio de Ōgaki | Parámetros climáticos promedio de Ōgaki | Parámetros climáticos promedio de Ōgaki | Parámetros climáticos promedio de Ōgaki | Parámetros climáticos promedio de Ōgaki | Parámetros climáticos promedio de Ōgaki | Parámetros climáticos promedio de Ōgaki | Parámetros climáticos promedio de Ōgaki | Parámetros climáticos promedio de Ōgaki | Parámetros climáticos promedio de Ōgaki | Parámetros climáticos promedio de Ōgaki | Parámetros climáticos promedio de Ōgaki | Parámetros climáticos promedio de Ōgaki |
| Mes                                     | Ene.                                    | Feb.                                    | Mar.                                    | Abr.                                    | May.                                    | Jun.                                    | Jul.                                    | Ago.                                    | Sep.                                    | Oct.                                    | Nov.                                    | Dic.                                    | Anual                                   |
| --------------------------------------- | --------------------------------------- | --------------------------------------- | --------------------------------------- | --------------------------------------- | --------------------------------------- | --------------------------------------- | --------------------------------------- | --------------------------------------- | --------------------------------------- | --------------------------------------- | --------------------------------------- | --------------------------------------- | --------------------------------------- |
| Temp. máx. abs. (°C)                    | 16.0                                    | 19.7                                    | 25.2                                    | 29.7                                    | 33.1                                    | 35.9                                    | 38.7                                    | 38.7                                    | 36.4                                    | 30.7                                    | 25.1                                    | 19.4                                    | 38.7                                    |
| Temp. máx. media (°C)                   | 8.3                                     | 9.4                                     | 13.2                                    | 19.5                                    | 23.9                                    | 27.3                                    | 30.9                                    | 32.8                                    | 28.6                                    | 22.9                                    | 16.9                                    | 11.3                                    | 20.4                                    |
| Temp. mín. media (°C)                   | 1.2                                     | 1.4                                     | 4.3                                     | 9.6                                     | 14.6                                    | 19.2                                    | 23.3                                    | 24.4                                    | 20.6                                    | 14.3                                    | 8.3                                     | 3.4                                     | 12.1                                    |
| Temp. mín. abs. (°C)                    | -5.3                                    | -7.0                                    | -4.5                                    | 0.9                                     | 6.5                                     | 13.0                                    | 17.0                                    | 17.9                                    | 11.6                                    | 4.5                                     | -0.2                                    | -3.8                                    | -7.0                                    |
| Precipitación total (mm)                | 67.8                                    | 81.9                                    | 141.0                                   | 168.0                                   | 213.4                                   | 268.5                                   | 278.1                                   | 161.8                                   | 227.2                                   | 130.3                                   | 89.0                                    | 57.9                                    | 1884.9                                  |
| Días de precipitaciones (≥ 1.0 mm)      | 9.8                                     | 9.1                                     | 10.6                                    | 10.1                                    | 11.0                                    | 12.3                                    | 13.7                                    | 9.6                                     | 11.6                                    | 8.6                                     | 7.6                                     | 9.3                                     | 123.3                                   |
| Horas de sol                            | 129.9                                   | 138.8                                   | 170.1                                   | 187.3                                   | 189.6                                   | 155.6                                   | 163.3                                   | 196.3                                   | 152.2                                   | 156.7                                   | 137.3                                   | 133.1                                   | 1910.2                                  |
| Fuente: Japan Meteorological Agency     |                                         |                                         |                                         |                                         |                                         |                                         |                                         |                                         |                                         |                                         |                                         |                                         |                                         |

## Ciudades hermanadas
Ōgaki está hermanada con los siguientes pueblos y ciudades. 
- Changwon, Corea del Sur
- Handan, China
- Berea, Ohio, Estados Unidos
- Beaverton, Oregón, Estados Unidos[6]
- Stuttgart, Alemania[7]
- Namur, Bélgica
- Glen Eira, Australia
- Kagoshima, Prefectura de Kagoshima
- Hioki, Kagoshima